# Bergtjärnen (Blomskogs socken, Värmland)
Bergtjärnen är en sjö i Årjängs kommun i Värmland och ingår i Göta älvs huvudavrinningsområde.